# ناتالي كريبز
ناتالي كريبز (بالدنماركية: Nathalie Krebs)‏ هي صانعة الفخار دنماركية، ولدت في 5 أغسطس 1895 في آرهوس في الدنمارك، وتوفيت في 5 يناير 1978 في كوبنهاغن في الدنمارك.